# Колодяжне (Ковельський район)
Коло́дяжне — село в Ковельському районі Волинської області (Україна). Центр Колодяжненської сільської громади. Населення становить 720 осіб.

## Географія
Розташоване за 8 км на схід від районного центру і найближчої залізничної станції Ковель, обабіч автотраси Ковель — Луцьк, в одному з мальовничих куточків Волині. Від села до обласного центру Луцьк — 55 км, через село проходить залізниця.

## Символіка

### Герб
Щит розтятий червоним і лазуровим. У першій частині срібний уширений хрест, що супроводжується знизу золотою підковою. У другій частині срібне гусяче перо в перев'яз праворуч. У срібній главі геометричний орнамент, червоний і чорний.

### Прапор
Квадратне полотнище складається з двох вертикальних смуг білого та блакитного кольорів у співвідношенні 1:2. У центрі білої смуги геометричний орнамент, червоний і чорний. У центрі блакитної смуги біле гусяче перо.

## Історія
Колодяжне належить до стародавніх слов'янських поселень. Відомо, що це село існувало, ще в XII ст., як невелике поселення. В центрі його знаходились два великі колодязі, вода з яких славилась смаковими якостями. Проїжджаючи по шляху через поселення з Києва на Варшаву купці, а пізніше козацька старшина, московські посли, чумаки, постійно зупинялися в ньому, щоб напитися з прославлених колодязів чарівної води, яка ніби приносила в усіх задумах удачу. Очевидно від цих «колодязів» і пішла назва села — Колодяжне.
Перша згадка про село в історичних документах датується 1240 роком.
Потім згадка про Колодяжне з'явилась на початку XVI ст. В цей період воно належало шляхтичу Задворському.
У 1564 році польсько-литовський король Сігизмунд Август «за особливі заслуги» передав Ковельське староство (в тому числі і Колодязне) московському князю А. М. Курбському.
У 1583 році у селі проживало близько 40 чоловік населення, у тому числі 3 сім'ї ремісників, жителі обробляли 5 ланів землі.
У 1795 році володів селом феодал Качковський, а 1881 році один із синів Качковського продав свій маєток Петру Антоновичу Косачу (батькові Лесі Українки)
У 1906 році село Любитівської волості Ковельського повіту Волинської губернії. Відстань від повітового міста 8 верст, від волості 4. Дворів 57, мешканців 360.
В Колодяжному провела своє дитинство і юнацькі роки славна дочка українського народу, видатна письменниця — Леся Українка (Лариса Петрівна Косач). Тут жила і мати її, відома письменниця Олена Пчілка.
В селі Колодяжному 10 липня 1949 році на честь видатної поетеси Лесі Українки, землячки, відкрито літературно-меморіальний музей Лесі Українки.

## Сьогодення
У селі функціонує загальноствітня школа I—III ст. в якій навчається 105 учні, дитячий дошкільний заклад «Журавлик», де виховується 77 дітей, фельдшерсько –акушерський пункт, будинок культури, а також бібліотека. У селі здійснюють фінансово-господарську діяльність ТЗОВ «Лесі Українки», заклади громадського харчування та надання послуг населенню, зареєстровано значну кількість фізичних осіб — суб'єктів підприємницької діяльності, п'ять об'єктів торгівлі.
У селі діють два храми Київського і Московського патріархату.

## Населення
Згідно з переписом УРСР 1989 року чисельність наявного населення села становила 665 осіб, з яких 328 чоловіків та 337 жінок.
За переписом населення України 2001 року в селі мешкало 715 осіб.

### Мова
Розподіл населення за рідною мовою за даними перепису 2001 року:
| Мова       | Кількість | Відсоток |
| ---------- | --------- | -------- |
| українська | 710       | 98.61%   |
| російська  | 10        | 1.39%    |
| Усього     | 720       | 100%     |

## Відомі люди
- З 1882 року в селі проживала сім'я Косачів, зокрема Леся Українка та її мати Олена Пчілка. До них на гостину часом приїздили інші українські письменники та громадські діячі.
- В Колодяжне приїжджала відома українська письменниця Ольга Кобилянська.
- У 1891 році Колодяжне відвідав видатний український письменник Іван Франко з своєю сім'єю.
- Востаннє Леся Українка відвідала Колодяжне у 1907 році.
- У селі народився й помер молодший брат Лесі Українки Микола Косач (1884—1937) — український громадський діяч, інженер-агроном за фахом, голова земської управи Ковельського повіту, засновник ковельської та колодяжненської «Просвіти», викладач школи с. Колодяжного, батько письменника Юрія Косача.
- У селі народилася Косач-Борисова Ізидора Петрівна (1888—1980) — рідна сестра Лесі Українки, мемуарист, культурний діяч, член-кореспондент УВАН.
- У селі 5 грудня 1908 року народився письменник Юрій Косач, про що свідчить збережена в архіві виписка з метричної книги православної парафії села Колодяжного Ковельського повіту за 1909 рік.
- Остапенко Олег Володимирович (1993—2015) — старший лейтенант ЗСУ, учасник російсько-української війни.

## Музей-садиба Лесі Українки
1949 р. в селі відкрили музей-садибу Лесі Українки. У ньому з квітня 1960 року до серпня 1961 року працював Струцюк Йосип Георгійович, відомий український письменник, лауреат багатьох всеукраїнських та міжнародних літературних премій, заслужений діяч мистецтв України, почесний громадянин м. Луцька. Пізніше більше як 30 років берегинею косачівського обійстя була Віра Михайлівна Комзюк.
Спогади про Колодяжненський період в житті Лесі Українки написала її молодша сестра, Ольга Косач-Кривинюк.